# Nordlys
Pour les articles homonymes, voir Nordlys (homonymie).
Albums de Midnattsol
Where Twilight Dwells
(2005) The Metamorphosis Melody
(2011)
Nordlys est le deuxième album du groupe germano-norvégien de folk/metal gothique Midnattsol, publié le 31 janvier 2005 par Napalm Records.
Son nom (littéralement "lumières du nord" en norvégien) est une référence scandinave à l’aurore polaire.

## Historique
Après trois ans de la sortie de leur premier album bien reçu, Where Twilight Dwells (2005), Midnattsol a décidé changer de direction et de composer un album aux ambiances sombres dans un son mélodique et lourd, influencé plus étroitement par le metal gothique traditionnel. En revanche, l’album Nordlys est peu inspiré par la musique folk metal nordique et il est moins  introspectif que son prédécesseur.
Il convient de noter en particulier l’expérimentation de la chanteuse Carmen Ellise Espenæs dans la voix de soprano, ainsi que la vaste dédicace dans les solos de guitare de Daniel Droste et Christian Hector. Cependant, Hector (un membre fondateur), quitte le groupe peu de temps après la sortie de l'album pour se concentrer sur son autre groupe Ahab, être brièvement remplacé par Fabian Pospiech dans les trois présentations en direct que Midnattsol a faites en Europe pour promouvoir l'album.

## Liste des chansons
Toutes les paroles écrites par Carmen Elise Espenæs, à l’exception d’"Octobre" par Christian Hector; toute la musique composée par Midnattsol.
| No  | Titre                                 | Durée |
| --- | ------------------------------------- | ----- |
| 1.  | Open Your Eyes                        | 5:43  |
| 2.  | Skogens Lengsel                       | 5:04  |
| 3.  | Northern Light                        | 6:18  |
| 4.  | Konkylie                              | 8:12  |
| 5.  | Wintertime                            | 5:16  |
| 6.  | Race of Time                          | 5:40  |
| 7.  | New Horizon                           | 2:50  |
| 8.  | River of Virgin Soil                  | 5:36  |
| 9.  | En Natt I Nord                        | 5:17  |
| 10. | Octobre (bonus sur l'édition limitée) | 4:42  |